# Axel Rydin
Axel Valentin Rydin (Linköping, 14 februari 1887 – Norrköping, 31 mei 1971) was een Zweeds zeiler.
Rydin won tijdens de Olympische Spelen 1920 in het Belgische Antwerpen de gouden medaille in de 40m² klasse. 

## Olympische Zomerspelen
| Jaar | Plaats    | Resultaten  |
| ---- | --------- | ----------- |
| 1920 | Antwerpen | 40m² klasse |